# William King (Geologe)

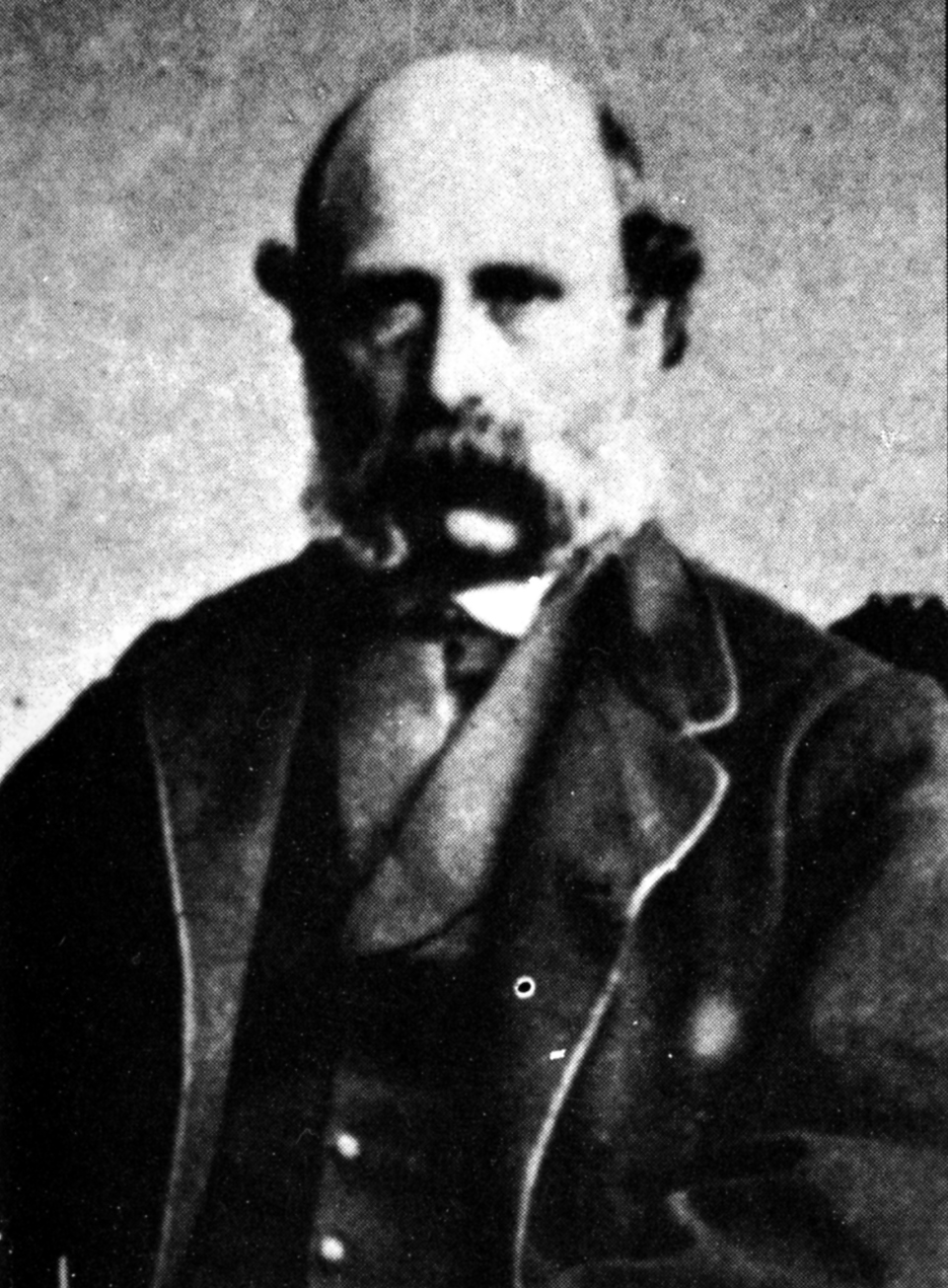
William King

William King (* 22. April 1809 in Sunderland, County Durham, Nordost-England; † 24. Juni 1886 in Taylor’s Hill, Glenoir bei Galway) war ein britischer Geologe und Mineraloge. Obwohl er kein Studium absolviert hatte, wurde er 1849 nach Irland auf den Lehrstuhl für Geologie und Mineralogie im neu eingerichteten Queen’s College, Galway, berufen, der heutigen National University of Ireland, Galway.
1864 führte er die Bezeichnung Homo neanderthalensis für das Fossil Neandertal 1 ein, das Mitte August 1856 in einem als Neandertal bezeichneten Talabschnitt der Düssel im niederbergischen Land, 13 Kilometer östlich von Düsseldorf, entdeckt worden war. King war somit der erste Wissenschaftler, der eine neue, eng mit dem anatomisch modernen Menschen (Homo sapiens) verwandte, ausgestorbene Art anhand von fossilem Material benannte.

## Leben
William King wuchs in Sunderland auf und entwickelte dort bereits sehr früh ein Interesse an der Naturgeschichte; im Anschluss an seinen Schulbesuch konnten ihm die Eltern jedoch kein akademisches Studium finanzieren. Nach einer Ausbildung zum Eisenwarenhändler eröffnete er 1833 in Sunderland einen Buchladen, der von den örtlichen wohlhabenden, an Naturgeschichte und Literatur Interessierten unterstützt wurde. King hatte sich im Selbststudium Anatomie beigebracht und seit seiner Kindheit Mineralien und Fossilien gesammelt. Daher gelang ihm der Zugang zu an Geologie interessierten wissenschaftlichen Kreisen, so dass er 1840 zum Kurator im heute Great North Museum: Hancock genannten Naturkundemuseum in Newcastle-upon-Tyne berufen wurde; 1847 gab er diese Tätigkeit nach Streitigkeiten mit seinen Mitarbeitern auf. Als Lecturer unterrichtete er in dieser Zeit Geologie an der örtlichen School of Medicine und verfasste mehrere Publikationen in Fachzeitschriften, u. a. über Siegelbäume aus dem Karbon, über Fossilien des Perm und zur Systematik der Kopffüßer.
1849 wurde King nach Irland auf den jüngst erst eingerichteten Lehrstuhl für Geologie und Mineralogie des Queen’s College, Galway, berufen. Die genauen Umstände, wie es zu dieser Berufung kam, sind nicht mehr bekannt, jedoch wird angenommen, dass Henry Thomas de la Bèche – damals Direktor der Ordnance Geological Survey und Präsident der Geological Society of London – auf die hohe Qualität von Kings Publikationen aufmerksam geworden war. Galway war damals, kurz nach dem Höhepunkt der Great Famine, eine extrem arme, entvölkerte und daher unattraktive irische Grafschaft. Dennoch blieb King bis zu seiner Emeritierung im Jahr 1883 und danach bis zu seinem Lebensende in Galway, was allerdings auch dem Umstand geschuldet war, dass 1873 seine Bewerbung für den Woodwardian Chair of Geology an der University of Cambridge trotz Fürsprechern wie Adam Sedgwick, Roderick Murchison und John Phillips erfolglos blieb.
Schwerpunkte seiner Forschung und seiner Publikationen waren die Geologie Irlands (unter anderem das Entstehen der Burren), die Fossilien des Perm in England und – gemeinsam mit Thomas Henry Rowney, Professor für Chemie am Queen’s College, Galway – die so genannten Eozoen, vermeintliche Fossilien von Lebewesen aus dem Perm, die von King & Rowney korrekt als rein kristalline Strukturen interpretiert wurden.
1852 richtete er aus dem Bestand seiner Privatsammlung ein geologisches Museum am Queen’s College ein, das heutige James Mitchell Geology Museum. Außerdem war er beratend tätig, als die Route für das Verlegen von Transatlantikkabeln festgelegt wurde.
1870 wurde ihm in Galway ein Ehrendoktorat verliehen, das erste, das von seiner Universität vergeben wurde. 1882/83 war King zusätzlich Professor für Naturgeschichte.
William King wurde 1886 auf dem Neuen Friedhof in Galway beigesetzt.

## Befassung mit dem Neandertaler
Zu den vielseitigen naturkundlichen Interessen von William King gehörte neben den Fossilien auch die vergleichende Anatomie des Menschen. Wie er selbst berichtet, hatte er sich mit dem Bau der Schädel aller wichtigen Rassen vertraut gemacht und auch Zugang zu einem rund 500 Jahre alten Schädel aus der irischen Grafschaft Clare. Dank dieses Wissens und in Kenntnis der damals aktuellen Fachliteratur gelang ihm eine detaillierte Analyse der besonderen Merkmale des in Deutschland entdeckten Neandertaler-Schädels.
In der Zeit zwischen 1857 und 1863 war William King in den Besitz eines Abformung des Schädels vom Fossil Neandertal 1 gelangt, der ihm von einem „Mr. Gregory, of Golden Square, London“ zur Verfügung gestellt wurde. Zunächst 1863 während der 33. Tagung der British Association for the Advancement of Science, in einem Vortrag vor der Geologischen Sektion, und im gleichen sowie im folgenden Jahr in mehreren Fachaufsätzen argumentierte er, dass der Neandertaler-Schädel aufgrund seiner Merkmale und seiner Einbettung im Gestein ein erhebliches Alter haben müsse und sich von den Merkmalen aller rezenten Rassen hinreichend deutlich unterscheide, so dass er einer neuen taxonomischen Einheit zugeordnet werden könne. Sein Vorschlag, der 1864 publiziert wurde, lautete: Homo neanderthalensis. Bemerkenswert an Kings Argumentation ist, dass er bei seiner Analyse des Neandertaler-Schädels ganz selbstverständlich davon ausging, dass die rezenten menschlichen Populationen aller Kontinente zu einer gemeinsamen Art gehören, zum Homo sapiens – dass er also eine wissenschaftliche Lehrmeinung vertrat, die damals keineswegs allgemein akzeptiert war.

## Schriften (Auswahl)
- The Permian Fossils of England. The Palaeontographical Society, London 1850. Volltext-Reproduktion.
- The Neanderthal Skull. In: The Anthropological Review. Band 1, Nr. 3, 1863, S. 393–394, Volltext (PDF).
- On the Neanderthal Skull, or Reasons for believing it to belong to the Clydian Period and to a species different from that represented by Man. In: British Association for the Advancement of Science, Notices and Abstracts for 1863. Part II, London 1864, S. 81–82.
- mit Thomas Henry Rowney: On the so-called „Eozoonal Rock“. In: Quarterly Journal of the Geological Society of London. Band 22, 1866, S. 185–218, doi:10.1144/GSL.JGS.1866.022.01-02.13.
- mit Thomas H. Rowney: On „Eozoon Canadense“. In: Proceedings of the Royal Irish Academy. Band 10, 1869, S. 506–551, Volltext (PDF).
- mit Thomas Henry Rowney: An Old Chapter of the Geological Record, with a New Interpretation: or, Rock-Metamorphism (especially the Methylosed Kind) and its Resultant Imitations of Organisms. John Van Voorst, London 1881 Volltext (PDF; 6,55 MB).

## Belege
1. ↑  Geburtsort laut Oxford Dictionary of National Biography und University of Ireland, Galway (Memento vom 16. Juli 2012 im Internet Archive); laut Sidney Lee, Dictionary of National Biography (1892) und Frederic Boase, Modern English Biography (1892–1921) – beide unter Verweis auf Nature, Band 34, Nr. 870 vom 1. Juli 1886, S. 200, doi:10.1038/034199b0 – sowie dem Katalog der Staats- und Universitätsbibliothek Hamburg (Dump vom 14. Mai 2012) wurde er in Hartlepool geboren. Allerdings fehlt in Nature jeder Hinweis auf Hartlepool.
2. ↑  William King: The Reputed Fossil Man of the Neanderthal. In: Quarterly Journal of Science. Band 1, 1864, S. 88–97, Volltext (PDF; 348 kB).
3. 1 2 3  John Murray et al.: The Contribution of William King to the Early Development of Palaeoanthropology. In: Irish Journal of Earth Sciences. Band 33, 2015, S. 1–16, doi:10.3318/ijes.2015.33.1.
4. ↑  Great North Museum: Hancock – offizielle Webseiten des Museums.
5. ↑  William King: The Reputed Fossil Man of the Neanderthal, S. 91.
6. ↑  John Murray et al.: The Contribution of William King…, S. 6.
7. ↑  William King: The Reputed Fossil Man of the Neanderthal, S. 94. – James Reynolds Gregory (1832–1899) war ein bekannter Mineraloge, der einen erfolgreichen Mineralienhandel betrieb.
8. ↑  William King: On the Neanderthal Skull, or Reasons for believing it to belong to the Clydian Period and to a species different from that represented by Man. In: British Association for the Advancement of Science, Notices and Abstracts for 1863, Part II. London, 1864, S. 81 f.

| Personendaten    | Personendaten                            |
| ---------------- | ---------------------------------------- |
| NAME             | King, William                            |
| KURZBESCHREIBUNG | britischer Geologe und Paläoanthropologe |
| GEBURTSDATUM     | April 1809                               |
| GEBURTSORT       | Sunderland oder Hartlepool               |
| STERBEDATUM      | 24. Juni 1886                            |
| STERBEORT        | Taylor’s Hill, Glenoir bei Galway        |